# Jatayu
Pour les articles homonymes, voir Jatayu (homonyme).

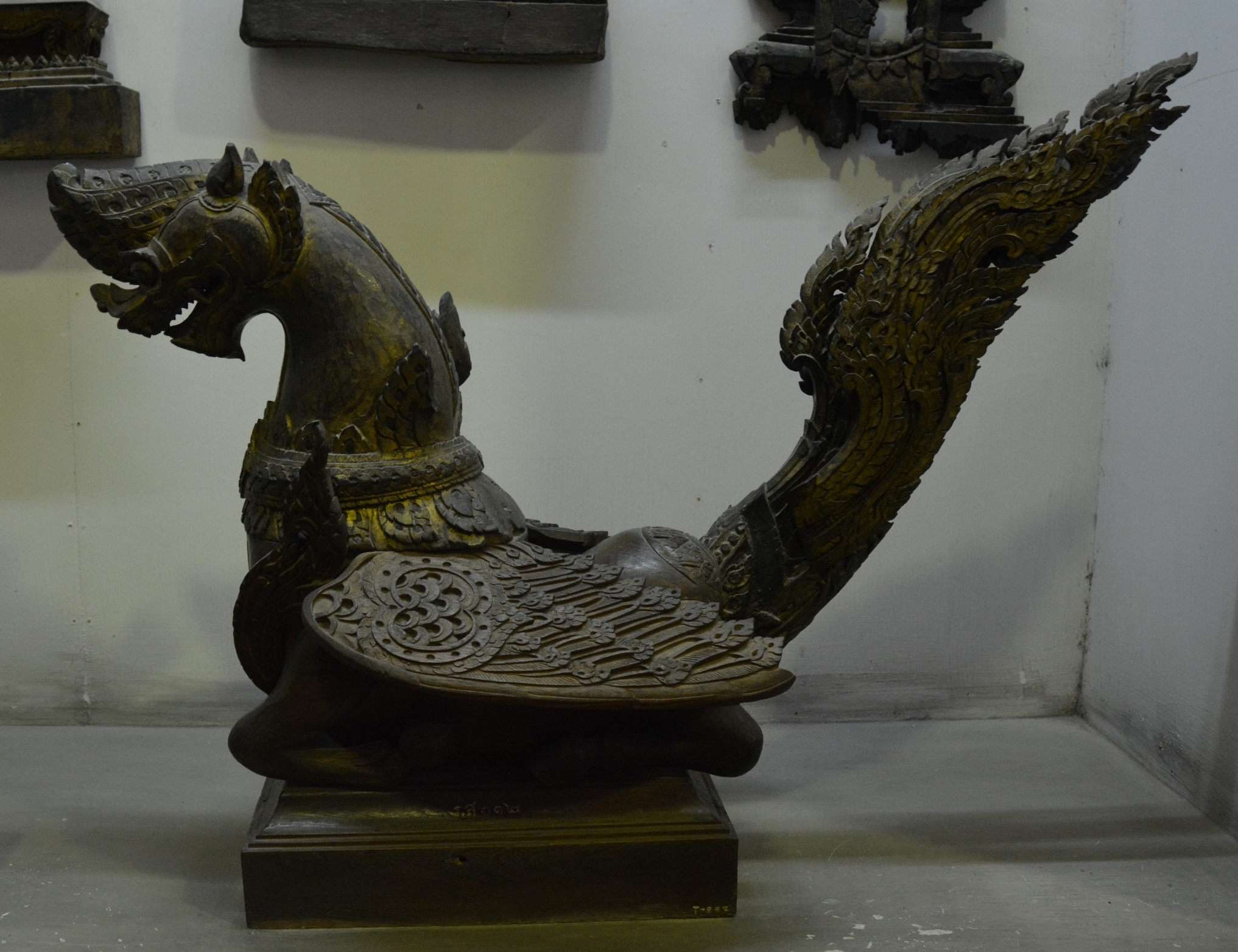
Sculpture en bois, Musée national de Bangkok.

Dans l'hindouisme, Jatâyu (sanskrit : जटायुः jaṭāyu ou jaṭāyus, tamoul : Chatayu, thaï : Nok Sadayu signifiant "oiseau sadayu" ou Hastayu, malais : Jentayu ou Chentayu, indonésien : Jatayu) est un oiseau fabuleux de la mythologie hindoue, fils d'Aruna selon le Ramayana ou de Garuda et frère de Sampati.
Dans le Rāmāyaṇa, il tente d'empêcher l'enlèvement de Sītā par le dieu Rāvaṇa, puis, blessé à mort par celui-ci, prévient Rāma et lui remet l'anneau que celle-ci a laissé tomber.